# Schlacht am Shaho
Port Arthur (Seeschlacht) – Tschemulpo – Yalu – Nanshan – Te-li-ssu – Hitachi-Maru-Vorfall – Motien-Pass – Tashihchiao – Hsimucheng – Port Arthur (Belagerung) – Gelbes Meer – Ulsan – Korsakow – Liaoyang – Shaho – Sandepu – Mukden – Tsushima – Sachalin
Die Schlacht am Shaho war eine Landschlacht im Russisch-Japanischen Krieg und wurde vom 22. Septemberjul. / 5. Oktobergreg. bis zum 4. Oktoberjul. / 17. Oktober 1904greg. zwischen der Kaiserlich Japanischen Armee und der Kaiserlich Russischen Armee ausgetragen. Sie fand zirka 60 km südlich von Mukden am Sha-Fluss (chinesisch 沙河, Pinyin Shāhé), an der Bahnlinie der Chinesischen Osteisenbahn zwischen Mukden und Port Arthur, statt und endete unentschieden. Nach dem Ende der Schlacht zogen sich die russischen Truppen zurück.

## Vorgeschichte
Nach der Niederlage in der Schlacht von Liaoyang wurde die Situation für die russischen Truppen immer ungünstiger. Der Zar drängte nun energisch darauf, das von den Japanern belagerte Port Arthur zu entsetzen und schlicht das Gesicht des Zarenreichs zu bewahren. Er gab General Kuropatkin, dem Oberbefehlshaber der russischen Streitkräfte in der Mandschurei, die direkte Anweisung, eine Trendwende im Kriegsverlauf zu erzwingen. Kuropatkin wurde daraufhin mit frischen Truppen verstärkt, die mit Hilfe der gerade fertiggestellten Transsibirischen Eisenbahn herangeführt worden waren. Mit diesen wollte er die von Feldmarschall Ōyama Iwao kommandierten japanischen Truppen am Sha-ho Fluss angreifen.

## Die Schlacht

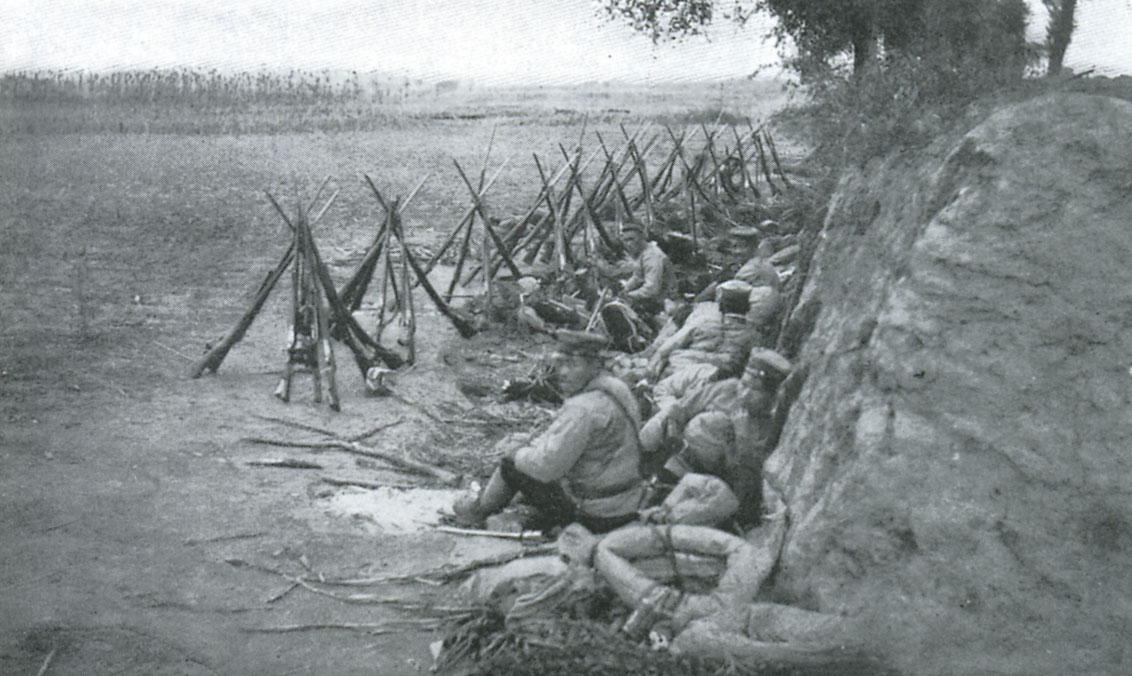
Japanische Truppen während der Schlacht am Shaho

Am 5. Oktober 1904 griff die russische Armee, 210.000 Mann stark, die Japaner in einer Großoffensive nördlich von Liaoyang an. Die russische Hauptstoßrichtung kam aus den Bergen am östlichen Rand des Schlachtfeldes, wo sie mehr und mehr Geländegewinne zu verzeichnen hatten.
Die japanischen Verteidiger, bestehend aus der 1. Armee (General Kuroki Tamemoto), der 2. Armee (General Oku Yasukata) und der 4. Armee (Nozu Michitsura) hatten eine Gesamtstärke von 170.000 Mann.
Am Abend des 10. Oktober 1904 ordnete General Oyama einen allgemeinen Gegenangriff an. Bis zum 13. Oktober war der russische Vormarsch in den Bergen am östlichen Rande des Schlachtfeldes gestoppt, während die russische Mitte gefährlich exponiert war.
Die folgenden 4 Tage tobten noch weitere Kämpfe, in denen keine der Seite zurückweichen wollte. Erst am 17. Oktober 1904 befahl General Kuropatkin, die verlustreichen Angriffe abzubrechen und sich Richtung Mukden zurückzuziehen.

## Verluste
Die Kaiserlich Russische Armee verlor in der Schlacht 5.084 Mann Gefallene, 30.506 Mann Verwundete und 4.869 Mann Vermisste was fast 25 % ihrer Gesamtstärke entspricht. Die Japaner hatten dagegen nur 3.951 Mann Gefallene und 16.394 Mann Verwundete zu beklagen (entspricht 12 % der japanischen Gesamtstärke).

## Folgen
Die Schlacht hatte zwei Wochen angedauert und endete unentschieden. Der japanische Vormarsch auf Mukden war zwar unterbrochen worden, aber nicht beendet. Fortan bereiteten sich beide Seiten auf den nächsten Waffengang vor, der bei der Schlacht von Sandepu stattfinden sollte.

## Filmische Umsetzung
Die Schlacht wurde 2011 in Episode 12 der japanischen Fernsehserie Saka no Ue no Kumo thematisiert.